# Ilex anonoides
Espèce
Classification phylogénétique
Statut de conservation UICN

 VU  : Vulnérable
Ilex anonoides est une espèce de plante du genre Ilex de la famille des Aquifoliaceae.

## Description
Plante endémique en Colombie, à l'Équateur et au Pérou , Ilex anonoides est un arbuste à feuilles caduques ; les feuilles sont de forme ovale, vert sombre, aux contours légèrement en dents de scie ; il porte à la mi-printemps des fleurs blanches, qui attirent les papillons et les abeilles.
Elle est menacée par la destruction de son habitat.

## Taxonomie
Ilex anonoides a été décrit en 1901 par le botaniste allemand Ludwig Eduard Theodor Loesener.